# René Tirard
René Tirard, född 20 juli 1899 i Le Havre, död 12 augusti 1977 i Clichy, var en fransk friidrottare.
Tirard blev olympisk silvermedaljör på 4 x 100 meter vid sommarspelen 1920 i Antwerpen.